# Wilhelm Kotzde-Kottenrodt

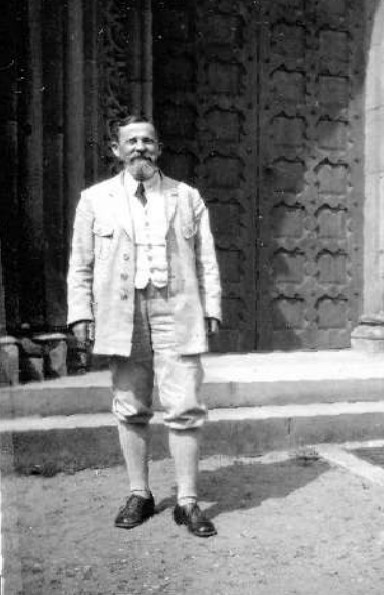
Wilhelm Kotzde-Kottenrodt (1930)

Rudolf Wilhelm Kotzde-Kottenrodt (eigentlich: Wilhelm Kotzde; * 1. März 1878 in Gohlitz/Havelland; † 4. September 1948 in Ebnet/Breisgau) war ein deutscher Lehrer, Schriftsteller und Publizist.

## Leben
Kotzde besuchte nach der Dorfschule in Gohlitz von 1886 bis 1893 das Realgymnasium in Nauen (heute: Goethe-Gymnasium Nauen). Anschließend wechselte er auf die Präparandenanstalt in Berlin und ab 1896 zu dem dortigen Seminar für Stadtschullehrer. Zu Ostern 1899 trat er als Lehrer in den Berliner Gemeindedienst, den er aber 1907 aus Gesundheitsgründen aufgab. Ab 1909 war Kotzde freier Schriftsteller und Publizist und ließ sich in Rathenow nieder. Bereits seit 1908 gab er die „Mainzer Volks- und Jugendbücher“ heraus und seit 1909 das von ihm begründete „Deutsche Jugendbuch“.
Nachdem Kotzde 1914 in den Ersten Weltkrieg gezogen war, wurde er in Flandern verwundet und erkrankte. 1915 kam er zurück nach Rathenow und vollendete dort seinen Roman „Frau Harke“, den er vor Kriegsausbruch 1914 begonnen hatte.
1918 zog er in den Schwarzwald, wo er Mitglied im Deutschbund wurde. Er wurde der Gründer der völkischen Jugendorganisation Adler und Falken und nach dem Ersten Weltkrieg Führer der Artamanen. Im Mai 1920 lernte er Adolf Hitler auf einer Veranstaltung der Arbeitsgemeinschaft deutsch-völkischer Verbände in München kennen. Seit 1921 wurden sämtliche Schriften Wilhelm Kotzdes im Völkischen Beobachter als wertvolle Literatur angegeben. 1929 wurde er Schirmherr der Deutschen Falkenschaft.
1932 änderte Kotzde seinen Namen in Kottenrodt und trat mit dem Doppelnamen Kotzde-Kottenrodt auf. Zum 1. Mai 1933 trat er der NSDAP bei (Mitgliedsnummer 3.024.478) und wurde Ehrenmitglied de NS-Lehrerbundes. 1934 hatte er in einem Ministerium eine Referentenstelle für deutsches Volkstum, 1939 wurde er Mitarbeiter am Institut zur Erforschung und Beseitigung des jüdischen Einflusses auf das deutsche kirchliche Leben.
1927 wurde durch den Volkskundler Robert Mielke (1863–1935) die Vereinigung Wilhelm-Kotzde-Gemeinde (später Wilhelm-Kotzde-Kottenrodt-Gemeinde) gegründet, um das schriftstellerische Werk und seine völkische Ideologie zu fördern. 1951 erfolgte eine Neugründung durch den ehemaligen Falkenschaft-Bundesleiter Karl Dietrich (1899–1983). Veröffentlicht wurden, neben den Schriften Kotzde-Kottenrodts, auch die rechtsextremer oder völkischer Autoren wie Hans Venatier, Hans Heyck, Heinrich Zillich und Theodor Seidenfaden.
Seine Schriften Deutsche Führer und Meister, Zwischen Lötz, Lanke und Luch und Die liebe Frau von der Geduld wurden nach Ende des Zweiten Weltkrieges in der Sowjetischen Besatzungszone auf die Liste der auszusondernden Literatur gesetzt.
Kotzde-Kottenrodt war Vater des Bildhauers Ulrich Kottenrodt (1906–1984) und von Wilhelm Kottenrodt (1904–1981), der eine Bildhauerschule in Aschaffenburg leitete.

## Glaubensbekenntnis
Mit Kriegsbeginn 1939 zeigte Kotzde Nibelungentreue. Einem Brief von 1941 legte er ein Glaubensbekenntnis bei, das seine Deutung des Christentums darstellt.

„Es darf über Deutschland nur eine Fahne wehen, das Hakenkreuzbanner. Ich sträube mich dagegen, daß man im Namen Christi eine zweite Fahne aufziehen will. Christus ist nicht der jüdische Messias, wozu das größte Taschenspielerkunststück der Weltgeschichte ihn stempeln wollte, sondern der nordische Heilsbringer. In ihm, dem Sohn des Nordens, hat Gott sich abermals offenbart.
Christenkreuz und Hakenkreuz sind gleichen nordischen Ursprungs, sie sind beide Zeichen des Lichtes. Wie das Licht wiederkehrt, so wurde auch der Heiland nicht nur einmal im Morgenland geboren; er kehrt jedes Jahr neu bei uns ein. Wir sind Gottessöhne und vergehen so wenig wie das Licht; wir sind ewig und kehren immer wieder. Im Lichtglauben einen sich alle Menschen nordischen Blutes, Christen und Nichtchristen. Das Weihnachtsfest will uns sagen, daß die Geburt des Heilands und die Geburt des Lichtes eins sind. Die Christen sollten weniger als bisher von Christus reden, ihn aber umso stärker leben. Der Gefolgsmann Christi bekennt; aber er streitet nicht. Ich bekenne, ob auch die Flut den zwei Seiten gegen mich anbrandet; aber ich streite nicht.
Das Lichtbanner, das Hakenkreuz, über mir:
Wilhelm Kotze-Kottenrodt“

## Schriften
- Im Schillschen Zug, 1907.
- Hans Thoma Einleitung Verlag Jos. Scholz Mainz 1907
- Der Tag von Rathenow, 1908
- Herzog Wittekind, 1910.
- Geschichte des Stabstrompeters Kostmann, 1910.
- Und deutsch sei die Erde! Aus der Zeit deutscher Größe, 1912.
- Der Gott der Eisen wachsen ließ, der wollte keine Knechte. Kurze Geschichte der Freiheitskriege 1813–1815, 1913.[8]
- Der von Bismarck, 1914.
- Die Fahrt zu den Ameisleuten (mit Zeichnungen von Arpad Schmidhammer), 1913
- Frau Harke. Roman einer Landschaft. 1915
- Von Lüttich bis Flandern. Heldenkämpfe 1914/15, 1915.
- Die Wittenbergisch Nachtigall, 1917.
- Die Pilgerin, eine Geschichte vom Rhein, 1918.
- Wilhelm Drömers Siegesgang, Eine Lebensgeschichte, 1919.
- Wolfram, ein Wartburgroman, 1920.
- Der verlorene Junker, 1923.
- Die Burg im Osten. Das Schicksal einer Ritterschaft, 1925.
- Lupold auf dem Staufen, 1927.
- Die liebe Frau von der Geduld, 1928.
- Mittsommernacht. Von Ulmer Meistern, 1929.
- Die drei Gesellen der Mathilde Rehfot, 1932.
- Wilhelmus von Nassauen. Ein Mann und ein Volk, 1933.
- Deutsche Führer und Meister, Geschichtliche Einzelbilder aus Gegenwart und Vergangenheit, 1937.
- Heinrich, der deutsche König, 1936.
- Zwischen Lötz, Lanke und Luch. Aus der Märkischen Heimat, 1938.
- Meister Erwin, Geschichte um einen Deutschen. Elsässische Trilogie Band 1, 1944.
- Jakob Sturm, Anwalt des Reiches. Elsässische Trilogie Band 2 (für 1945 angekündigt, nicht mehr erschienen).
- Brosi von Kolmar, Der Weg nach Deutschland. Elsässische Trilogie Band 3 (nicht mehr erschienen).

Zeitschriften-Herausgeber
- Mainzer Volks- und Jugendbücher, ab 1908
- Vaterländische Bilderbücher, ab 1912
- Jungmädchenbücher, ab 1913
- Der Kampf um die Jugendschrift, 1913